# Lucilia cluvia
Lucilia cluvia är en tvåvingeart som först beskrevs av Walker 1849.  Lucilia cluvia ingår i släktet Lucilia och familjen spyflugor. Inga underarter finns listade i Catalogue of Life.